# 상동로 (부천시)
상동로(Sangdong-ro, 上洞路)는 경기도 부천시 원미구 상동에 있는 부천시의 도로로, 총 연장은 2.06 km이다. 이름이 유래된 것은 행정구역명인 상동을 이용하여 명명되었다.

## 역사
- 2009년 11월 12일 : 도로명으로 상동로를 고시

## 주요 경유지
- 부천시
  - 원미구
    - 상동

## 접촉하는 도로
- 평천로
- 호수로
- 도약로
- 계남로
- 길주로
- 소향로
- 조마루로
- 부흥로

## 주요 건물 및 시설
- 상원고등학교 (원미구 상동로 10/상동 570-8)
- 백송마을 동남아파트 상가 (원미구 상동로 13/상동 571-4)
- 하얀마을 (원미구 상동로 22/상동 571-4)
- 백송마을 SK아파트 상가 (원미구 상동로 23/상동 571-3)
- 백송마을 SK아파트 (원미구 상동로 25/상동 571-3)
- 행복한마을 서해그랑블아파트 (원미구 상동로 57/상동 550-3)
- 새롬프라자(15차) (원미구 상동로 69/상동 544-11)
- 한빛프라자 (원미구 상동로 75/상동 544-10)
- 상동 동양파라곤 (원미구 상동로 78/상동 542-3)
- 부천상동수석프라자 (원미구 상동로 79/상동 544-9)
- 센타프라자 (원미구 상동로 81/상동 544-6)
- 그랜드프라자 (원미구 상동로 83/상동 544-5)
- 영플러스 (원미구 상동로 84/상동 542-1)
- 가나베스트타운 쓰리 (원미구 상동로 87/상동 544-4)
- 메가플러스 (원미구 상동로 90/상동 541-1)
- 현해프라자 (원미구 상동로 105/상동 534-5)
- 다인타운 (원미구 상동로 108/상동 535-4)
- 상동프라자 (원미구 상동로 109/상동 534-3)
- 썬프라자 (원미구 상동로 112/상동 535-3)
- 승재프라자 (원미구 상동로 113/상동 534-1)
- 다정한마을 KCC스위첸 (원미구 상동로 186/상동 500-2)
- 다정한마을 경남아너스빌 (원미구 상동로 196/상동 500-1)
- 다정한마을 (원미구 상동로 198/상동 500-1)

## 철도 연계역
- ● 서울 지하철 7호선 : 상동역